# اقیانوس آرام (مینی‌سریال)
اقیانوس آرام (به انگلیسی: The Pacific) یک مینی‌سریال ۱۰ قسمتی آمریکایی دربارهٔ جنگ جهانی دوم است که از ۱۴ مارس ۲۰۱۰ تا ۱۶ مه ۲۰۱۰ از شبکه HBO پخش می‌شد.

تهیه‌کنندگان اصلی این سریال، تام هنکس و استیون اسپیلبرگ هستند که پیش‌تر در فیلم نجات سرباز رایان و جوخه برادران با هم همکاری داشتند.

## خلاصه داستان
مینی سریال ۱۰ قسمتی اقیانوس آرام یا جنگ اقیانوس سریالی برگرفته از داستانی واقعی از وقایع جنگ جهانی دوم به روایتی شیوا و رسا و صد البته دیدنی از سازندگان سریال جوخه برادران(Band Of Brothers) سریال کوتاه جدیدی است که از کانال HBO آمریکا پخش شد! The Pacific داستانی با درون مایهٔ جنگی و روایتی عمیق از جنگ آمریکا و ژاپن را دربردارد. گروهی از سربازان آمریکایی که برای جنگ با دشمن ژاپنی پس از نبرد پرل هاربر، وارد جزیرهٔ ژاپنی شده تا مانع ساخت فرودگاه توسط ژاپنی‌ها شوند. این سریال نیز مانند سریال (Band Of Brothers) با تهیه‌کنندگی مشترک استیون اسپیلبرگ و تام هنکس ساخته شده‌است.

## بازیگران
- جیمز بج دیل
- جاون سدا
- جوزف مازلو
- آشتون هولمز
- ویلیام سدلر
- جان برنثال
- جیکوب پیتس
- کیت نابز
- جاش هلمن
- هنری نیکسون
- رامی ملک
- برندن فلچر
- مارتین مک‌کن
- دیلن یانگ
- اندرو لیز
- اسکات گیبسون
- گری سوییت
- جاشوا بیتون
- توبی لئونارد مور
- نیت کوردری
- کریبا هین
- نیکولای نیکولیف
- مت کریون
- دیمن هریمن
- دوینگ براسول
- بن اسلر
- جاشوا کلوز
- نول فیشر
- کریس فوی
- لئون فورد
- فردی جو فارنورث
- سندی وینستون
- تام بادج
- ریچارد کاوترون
- آنا تورو
- کلیر ون در بووم
- اشلی زاکرمن
- کارولین داویرناس
- آنی پاریس
- کاترین مک کلمنتز
- ایزابل لوکاس
- آدلاید کلمنس
- پنی مکنامی
- مارسیو مرینو جونیور
- براندن کینر